# Primer ministro de Noruega
El primer ministro de Noruega es el jefe de Gobierno de Noruega. Hasta 1873, el rey de la Unión entre Suecia y Noruega gobernaba Noruega por medio de dos gabinetes: un acogido en Estocolmo y el otro acogido en Christiania (actual Oslo). El recién creado gabinete de Estocolmo consistía de un primer ministro y de dos ministros, cuyo papel era comunicar las actitudes del gabinete de Christiania al rey sueco.
El gabinete en Christiania era liderado por un gobernador (rigsstatholder). Por cortos periodos, el príncipe heredero era indicado como virrey de Noruega por el rey. En este caso, el virrey se hacía la autoridad máxima en Christiania.

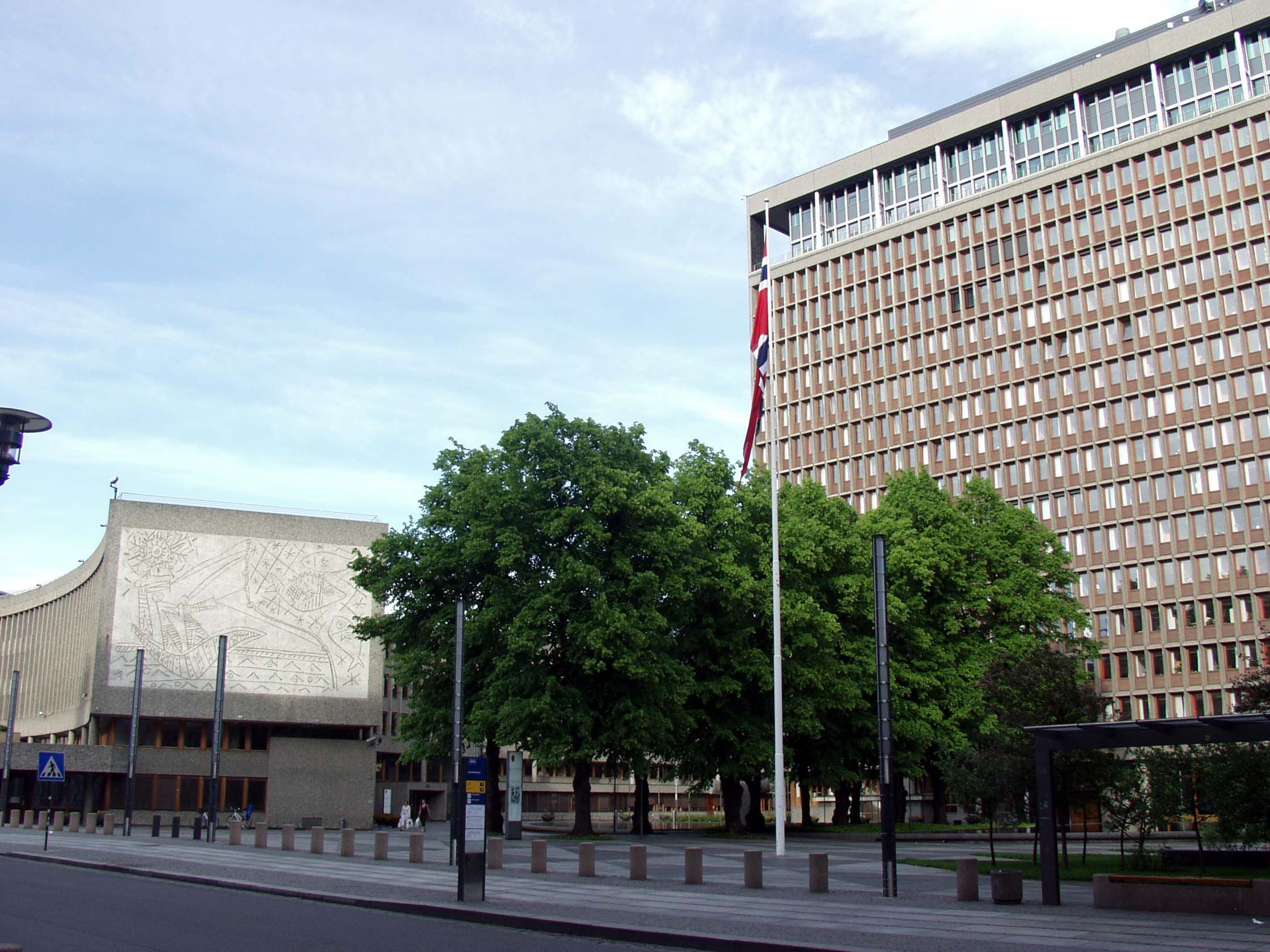
La oficina del primer-ministro está en el tope (17° ande) del edificio conocido como "Høyblokka".

Cuando el rey visitaba Christiania, él se hacía la autoridad máxima de Noruega, y el virrey quedaba temporalmente sin poder. De modo similar, cuando no había gobernador, virrey o rey en Christiania (lo que muchas veces ocurría), el gabinete era liderado por una especie de primer ministro provisional que era ocupado por el miembro más importante del gabinete.
En julio de 1873 el cargo de gobernador fue abolido, tras haber quedado vago desde el 1856. Simultáneamente, el cargo de primer-ministro provisional en Christiania se hizo de hecho un cargo de primer-ministro. A pesar del cargo de "Primer Ministro de Noruega en Estocolmo" continuar a existir, el poder y la influencia reales pasaron a ser del primer ministro en Christiania. Cuando la Unión entre Suecia y Noruega fue disuelta el 1905, el primer ministro en Estocolmo dejó de existir.

## Ex primeros ministros vivos

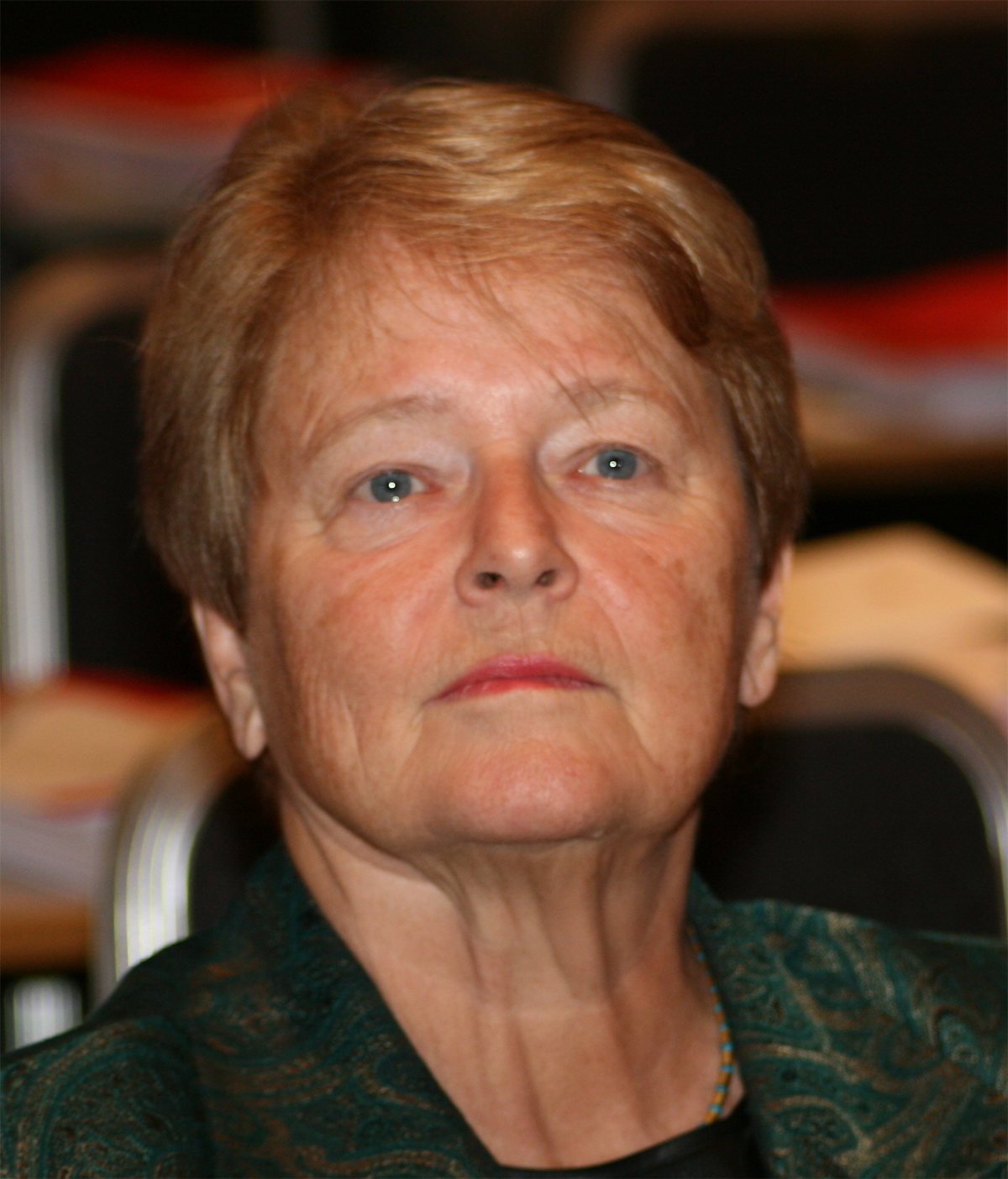
Gro Harlem Brundtland n. el 20 de abril de 1939 (85 años) Primera ministra 1981, 1986-1989 y 1990-1996
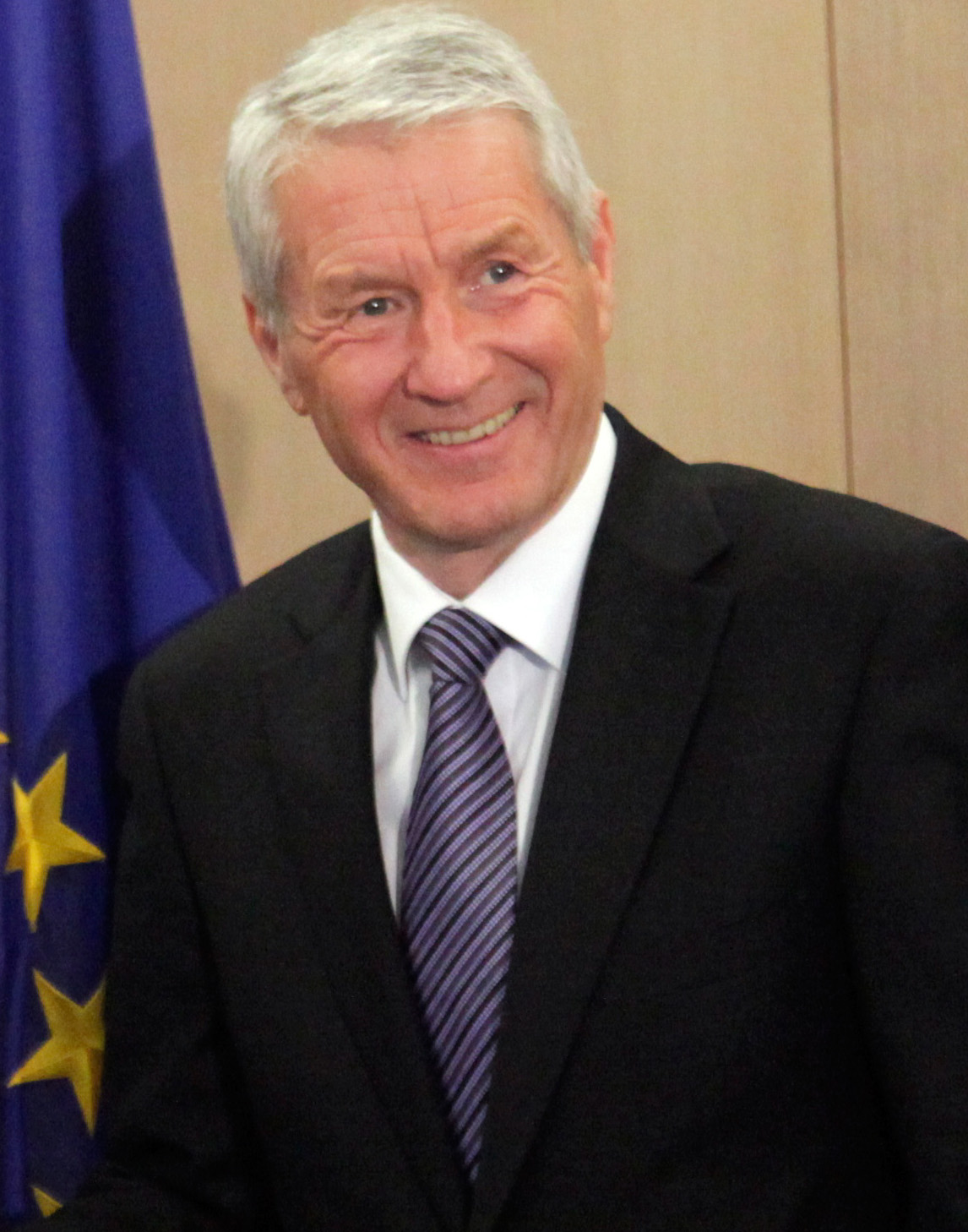
Thorbjørn Jagland n. el 5 de noviembre de 1950 (74 años) Primer ministro 1996-1997
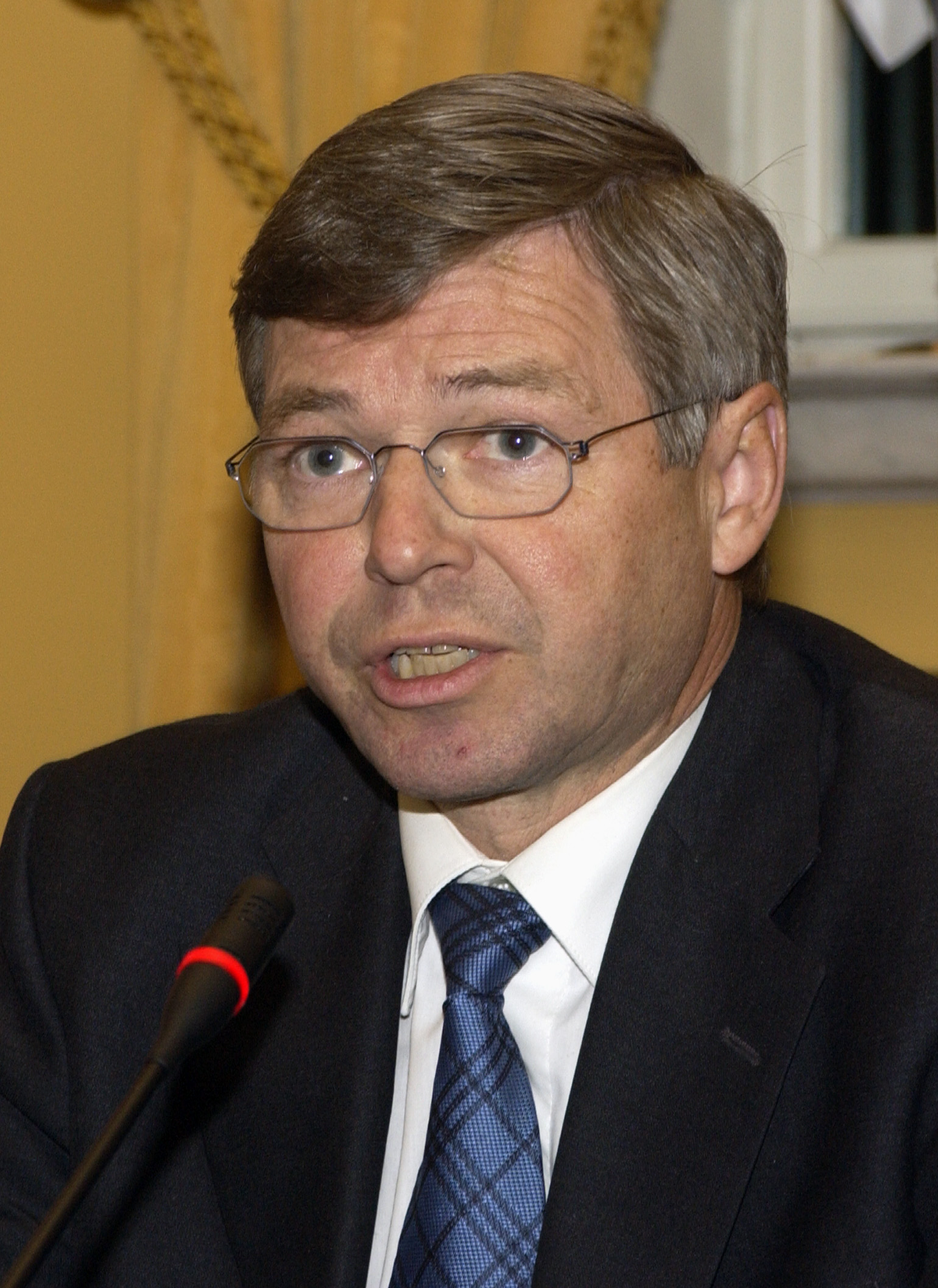
Kjell Magne Bondevik n. el  3 de septiembre de 1947 (77 años) Primer ministro 1997-2000 y 2001-2005
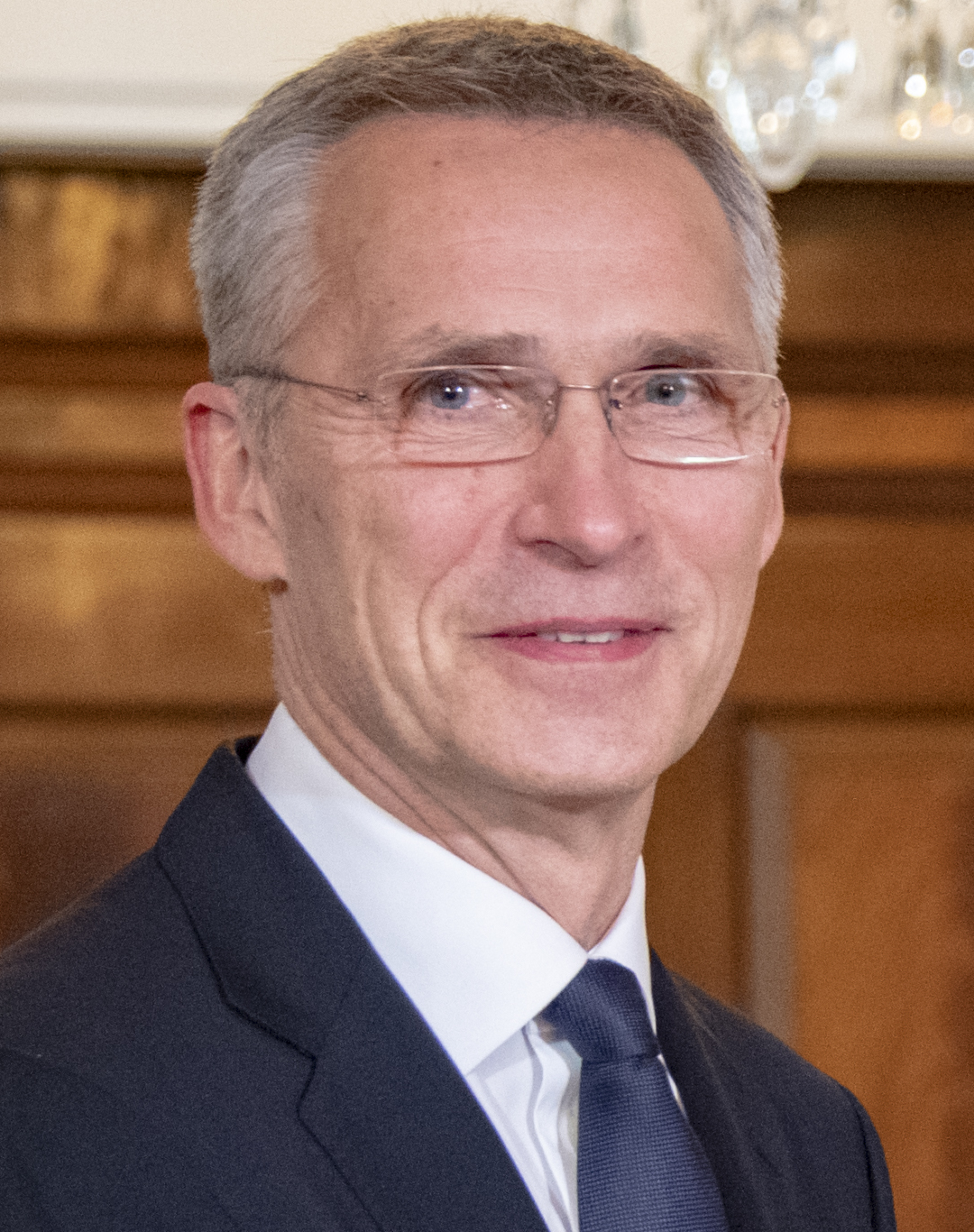
Jens Stoltenberg n. el  16 de marzo de 1959 (66 años) Primer ministro 2000-2001 y 2005-2013
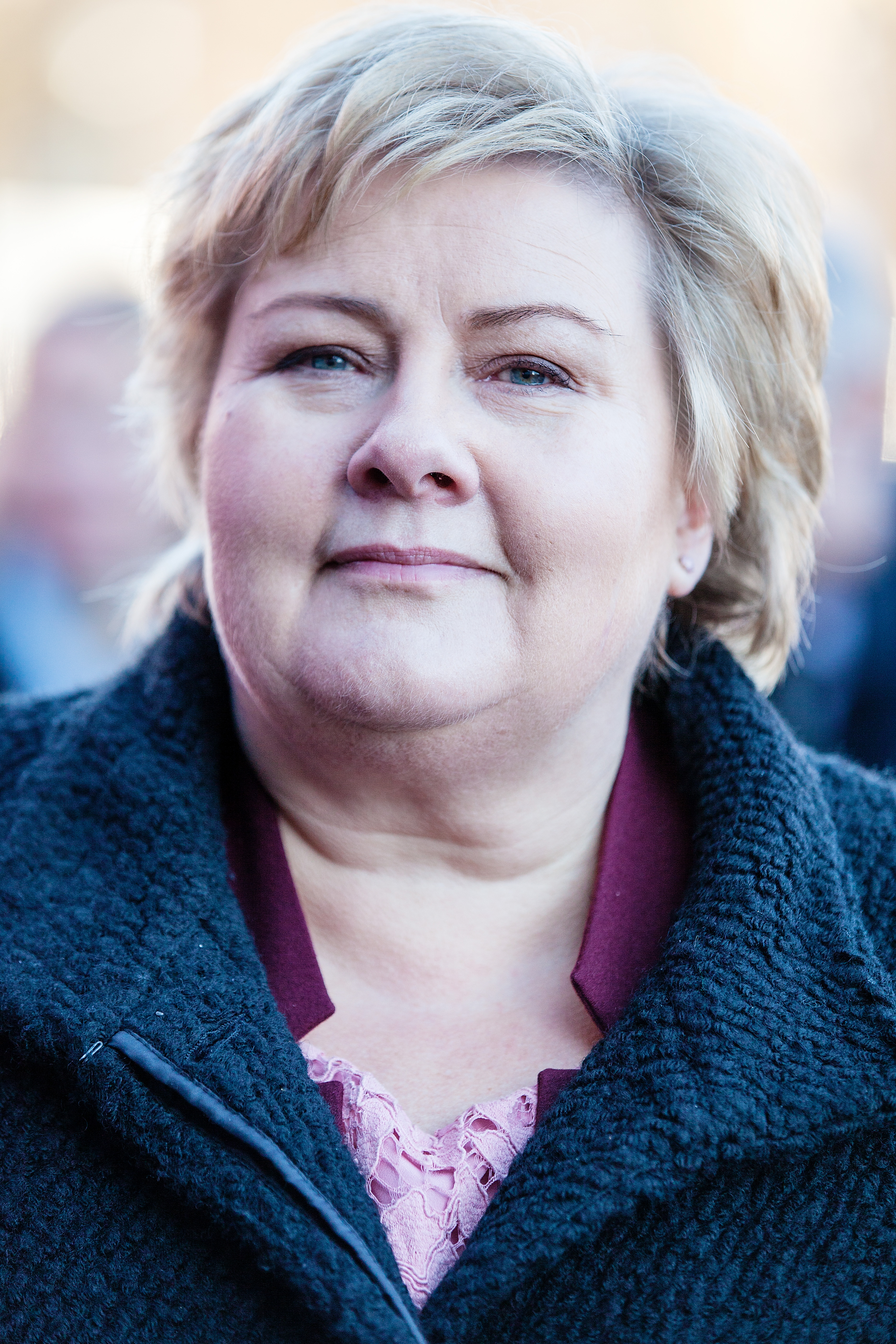
Erna Solberg n. el  24 de febrero de 1961 (64 años) Primera ministra 2013-2021

## Lista de primeros ministros de Noruega
Esta es la lista de los primeros ministros (statsminister) de Noruega, desde 1814 hasta hoy.